# Bảo tàng Groninger
Bảo tàng Groninger (phát âm tiếng Hà Lan: [ɣroːnɪŋər myzeːjɵm]) là một bảo tàng nghệ thuật ở thành phố Groningen, Hà Lan. Bảo tàng này trưng bày những tác phẩm nghệ thuật nổi tiếng của các nghệ sĩ Hà Lan và thế giới.
Bảo tàng thành lập năm 1874, bao gồm ba tòa nhà chính được thiết kế riêng bởi các kiến trúc sư Philippe Starck, Alessandro Mendini, Coop Himmelb(l)au, và được hoàn thành vào năm 1994.
Kể từ năm 2008, bảo tàng Groninger đã thu hút từ 173.000 đến 292.000 khách mỗi năm, đây là số lượng khách thăm cao nhất trong số các bảo tàng ở tỉnh Groningen.

## Lịch sử
Cơ sở đầu tiên của bảo tàng là Bảo tàng Cổ vật Đức, được thành lập năm 1847 bởi Hendrikus Octavius Feith trong Thư viện Đại học Groningen.
Vào thời điểm đó, đã có một số bảo tàng ở Groningen liên kết với trường đại học, bao gồm Bảo tàng Lịch sử Tự nhiên (khoảng năm 1820) và Bộ sưu tập về khoáng vật học, Địa chất, Động vật học và Zoötomie (1815). Sau cái chết của Feith vào năm 1849, Bảo tàng Cổ vật Đức đã không hoạt động cho đến khi Nội các Cổ vật được thành lập vào năm 1874 bởi con trai của ông, Hendrik Octavius Feith (II). Hai mươi năm sau, tức năm 1894, bảo tàng bắt đầu có công trình riêng tại Praediniussingel.
Vào năm 1921, những người thừa kế cuối cùng của Menkemaborg đã tặng khu nhà này cho bảo tàng Groninger để họ có thể sử dụng cho việc trưng bày, triển lãm. Năm 1987, nhờ vào số tiền quyên góp, bảo tàng Groninger đã xây một tòa nhà mới. Tất cả các tòa nhà của bảo tàng mà chúng ta thấy ngày nay được xây mới và hoàn chỉnh năm 1994.

## Xây dựng

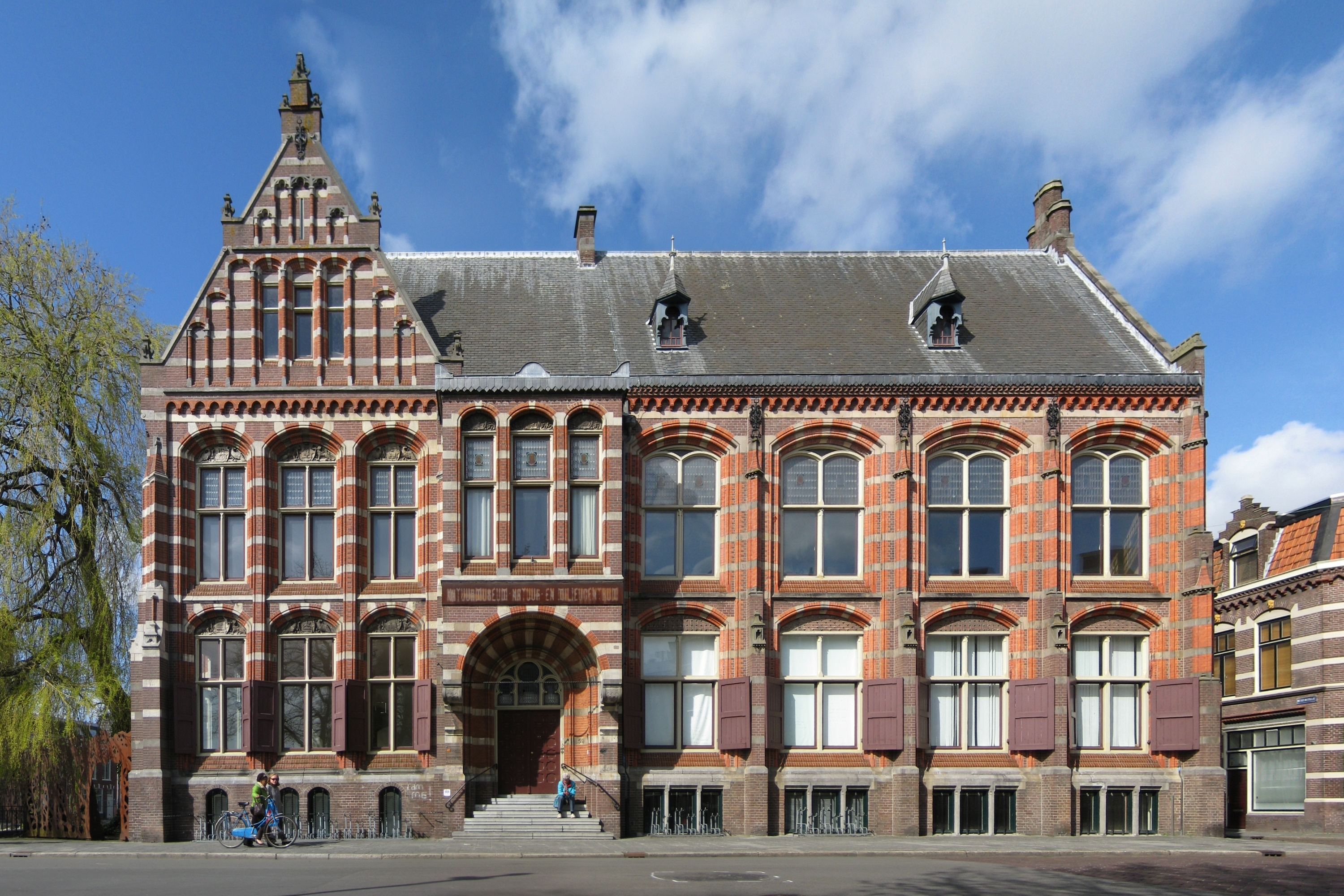
Tòa nhà cũ của bảo tàng Groninger trên Praediniussingel năm 2010

Bảo tàng Groninger đứng trong một con kênh đối diện ga xe lửa Groningen. Bao gồm ba khu nhà chính: một tòa nhà hình trụ màu bạc được thiết kế bởi Philippe Starck, một tòa tháp màu vàng của Alessandro Mendini, và một không gian giải cấu trúc màu xanh nhạt của Coop Himmelb(l)au. Cây cầu kết nối bảo tàng với nhà ga xe lửa là một phần của con đường đi xe đạp và đi bộ đến trung tâm thành phố.
Phong cách kiến trúc đầy màu sắc của bảo tàng được thiết kế dựa trên The Italian Post Modern của tập đoàn Memphis. Mendini, một cựu thành viên của tập đoàn, đã được giám đốc bảo tàng Frans Haks yêu cầu thiết kế bảo tàng mới vào năm 1900. Haks muốn một cái gì đó xa hoa và đòi hỏi những người không phải kiến trúc sư tạo ra các công trình nghiên cứu phi thực tế. Nghệ sĩ người Mỹ Frank Stella ban đầu được mời để thiết kế một trong những khu nhà. Tuy nhiên, ý tưởng của anh đã không được thực hiện do quá đắt đỏ, Stella muốn cấu trúc được xây dựng hoàn toàn bằng Teflon. Thành phố sau đó đã mời Coop Himmelb(l)au thay thế Stella.

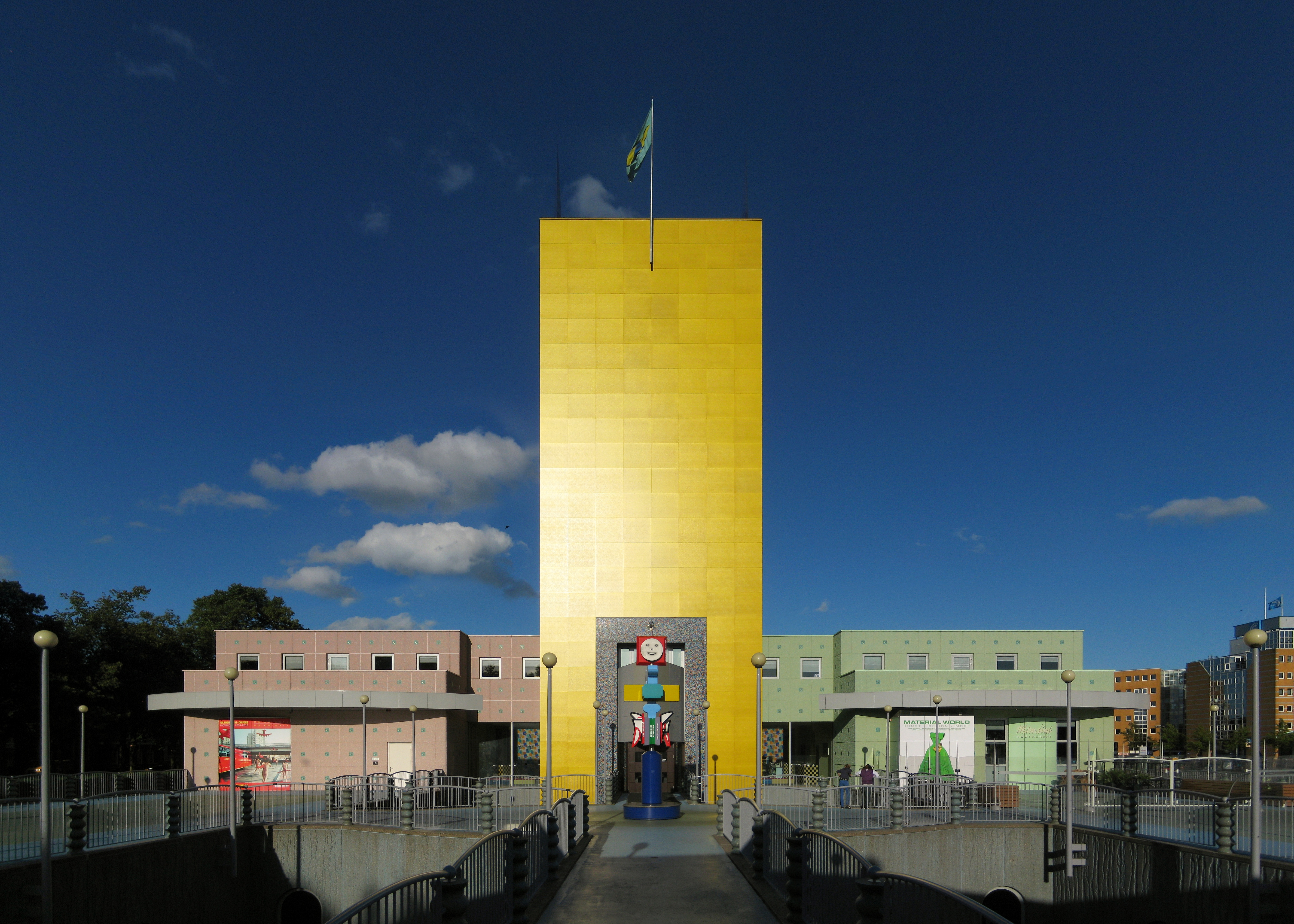
Tòa nhà chính

Bảo tàng được tài trợ chủ yếu bởi Gasunie, công ty khí đốt tự nhiên quốc gia Hà Lan. Công ty đã kỷ niệm 25 năm thành lập và muốn tặng quà cho thành phố Groningen. Frans Haks nghĩ rằng bảo tàng đã cũ và không đủ chỗ để trưng bày, triển lãm, ông đã đề xuất xây dựng một tòa nhà bảo tàng mới. Gasunie đồng ý đề xuất của Hak và cấp 25 triệu gulden cho dự án này.
Ypke Gietema, một thành viên của ủy ban thành phố, ủng hộ mạnh mẽ cho dự án xây dựng bảo tàng mới, chịu trách nhiệm cho việc đặt bảo tàng tại vị trí hiện tại của nó bất chấp sự phản đối gay gắt. Trong quá trình chuẩn bị địa điểm, những người biểu tình đã cố gắng làm đình trệ thi công trong một năm thông qua tòa án tối cao. Nguyên nhân cho sự phản đối của người dân chủ yếu là vì họ lo sợ rằng nhà của họ sẽ không bán được khi gần đó có một tòa bảo tàng kỳ dị, quái đản. Mặc dù có nhiều tranh cãi, tòa nhà được tiếp tục xây dựng vào năm 1992 và nó được hoàn thành vào năm 1994. Cư dân địa phương buộc phải làm quen với hình dạng và màu sắc của tòa nhà mà họ cho là "lập dị", tuy nhiên bảo tàng đã trở nên thành công và phổ biến.

## Triển lãm
Bảo tàng Groninger là nơi trưng bày nhiều triển lãm nghệ thuật địa phương, quốc gia và quốc tế, hầu hết là các tác phẩm hiện đại và trừu tượng.
2002
- Ilya Repin

2006
- Marc Quinn, Recent Sculpture

2007
- Akseli Gallen-Kallela (1865–1931), the Spirit of Finland
- P. Struycken, Digital Paradise

2008
- Russian Legends, Folk Tales and Fairy Tales
- The circle around Kirchner. Expressionismus aus den Bergen
- Ancient Bronzes: Masterpieces from the Shanghai Museum
- Go China! Assen - Groningen

2009
- Asian Ceramics
- Cuba: Art and History from 1868 to the Present
- From Herman Collenius to Jeff Koons, courtesy of the Vereniging Rembrandt
- J.W. Waterhouse (1849–1917), the Modern Pre-Raphaelite

2010
- Now in the former Groninger Museum - 100 years of collecting (1894–1994)
- Bernhard Willhelm & Jutta Kraus
- Brücke, German Expressionism (1905–1913)
- Folkert de Jong

2011
- The Unknown Russia
- Me, myself and I by Chi Peng
- Silver in Groningen
- The Firebird by Othilia Verdurmen
- Highlights From The Museum Collection

2012
- Yin Xiuzhen
- Painting Canada
- Iris van Herpen
- Iconen van het Groningerland. Jan Altink (1885-1971) (Icons of the Groningen Countryside. Jan Altink (1885-1971))
- Famille Verte
- Azzedine Alaïa in de 21e eeuw (Azzedine Alaïa in the 21st Century)
- Eigen collectie - Oude en nieuwe portretten (Old and new portraits from the Groninger Museum collection)
- Studio Job & het Groninger Museum (Studio Job & the Groninger Museum)
- Bijzondere huwelijkslepels uit de middeleeuwen

2013
- Diane KW. At World's End
- Draken en lange Lijzen. Chinees Porselein uit de eigen collectie (Dragons and Lange Lijzen. Chinese porcelain from the Museum’s own collection)
- Vrouwen van de Revolutie (Women of the Revolution)
- Nordic Art 1880 - 1920
- Groninger Museum eert grondlegger (Groninger Museum honours founder)
- Marc Bijl. Urban Gothic
- Gronings zilver uit de collectie Hofman-Westerhof (Gronings silver from the Hofman-Westerhof collection)
- De Ploeg - Eigen collectie (De Ploeg - Groninger Museum Collection)

2015
- H.N. Werkman
- David Bowie is

2016
- Rodin

2017
2019
- Strijd! 100 jaar vrouwenkiesrecht / Battle! 100 years of women's suffrage

## Quản trị
Andreas Blühm trở thành giám đốc của bảo tàng Groninger từ năm 2012.
Bảo tàng Groninger là một "thành viên" của Museumhuis Groningen (Nhà bảo tàng Groningen), là một tổ chức lợi ích cho các viện bảo tàng và các tổ chức di sản ở thành phố Groningen.
Kể từ năm 2008, bảo tàng đã có từ 180.000 đến 292.000 khách mỗi năm, ngoại trừ năm 2010, khi bảo tàng đóng cửa để cải tạo từ tháng 4 đến tháng 12. Năm 2016, bảo tàng có 290.000 lượt khách. Đây là bảo tàng được ghé thăm nhiều nhất của tỉnh Groningen. 
| Năm  | Khách          |
| ---- | -------------- |
| 2008 | 256.000        |
| 2009 | 227.700        |
| 2010 | 88,469         |
| 2011 | 214.000        |
| 2012 | 180.000        |
| 2013 | 197,517        |
| 2014 | 173.355        |
| 2015 | 209.500 (est.) |
| 2016 | 290.000 (est.) |
| 2017 | 213.000 (est.) |